# Istorijski Isus
Pojam istorijski Isus se odnosi na naučnu rekonstrukciju života Isusa iz Nazareta. Ova rekonstrukcija se temelji na istorijskim metodama, uključujući kritičku analizu tekstova jevanđelja kao primarnih izvora za njegovu biografiju, zajedno sa razmatranjem istorijskog i kulturnog konteksta u kojem je živeo.
Istorijski Isus (odnosno Ješua) je bio Jevrejin iz Galileje koji je preduzeo najmanje jedno hodočašće u Jerusalim, tada deo Rimske Judeje, u vreme mesijanskih i apokaliptičnih očekivanja judaizma drugog hrama. Krstio ga je Jovan Krstitelj, čiji je uzor verovatno sledio, da bi kasnije, pošto je Jovan pogubljen, započeo sopstvenu propoved po Galileji, oko dve ili tri godine pre smrti. Naučnici vide Isusa kao duhovnog učitelja koji je učio ljude principima spasenja, večnog života i carstva božjeg. Bio je eshatološki prorok i autonomni etički učitelj koji je promovisao jednostavan život i odbacivanje materijalnog bogatstva. Pričao je iznenađujuće i originalne parabole, mnoge od njih o dolasku nebeskog carstva. Neki naučnici Isusove apokaliptične proglase iz Novog zaveta smatraju verodostojnim, dok drugi opisuju njegovo nebesko carstvo kao moralno, a ne apokaliptično.
Isus je slao učenike da leče i propovedaju vladavinu neba. Kasnije je sa učenicima otputovao u Jerusalim, gde je izazvao nerede u Hramu. Bilo je to za vreme pashe, kada su političke i verske prilike bile napete Jerusalimu. Jevanđelja prenose da su ga stražari hrama (verovatno sadukeji) uhapsili i predali rimskom guverneru Pontiju Pilatu na pogubljenje. Pokret koji je Isus započeo je preživeo njegovu smrt. Nastavili su ga njegov brat Jakov Pravedni i apostoli koji su proglasili Isusovo uskrsnuće. Nakon razlaza sa rabinskim judaizmom, pokret se razvio u rano hrišćanstvo.
Potraga za istorijskim Isusom je započela u doba prosvetiteljstva i počiva na pretpostavci da Novi zavet ne prenosi nužno realne istorijske podatke o Isusovom životu, već mitologizovanu sliku. Nasuprot istorijskog Isusa, takav biblijski opis se često naziva "Hristom vere". Pored Novog zaveta, podaci o Isusovom životu se temelje i na drugim starim zapisima. Tako se slika o istorijskom Isusu nadopunjava sa svakim otkrićem novih materijala (poput velikog otkrića biblioteke Nag Hamadi u 20. veku). Svrha istraživanja je prikupljanje građe iz različitih izvora i njihovo kritičko slaganje u jedinstvenu sliku Isusa. Upotreba pojma istorijski Isus implicira da će se osoba rekonstruisana na taj način razlikovati od one prikazane u zaključcima vaseljenskih sabora (tzv. „dogmatski Hrist“).

## Potraga za istorijskim Isusom
Tradicionalno, zapadni naučnici su držali navode jevanđelja autoritativnim i bogonadahnutim. Tokom hrišćanske epohe srednjeg veka, svako drugačije mišljenje je predstavljalo jeres i bilo je kažnjivo. Sa epohom prosvetiteljstva, krajem 18. veka, naučnici su počeli da preispituju navode jevanđelja. Između 1744. i 1767, Hermann Samuel Reimarus je napisao traktat kojim odbacuje čuda i optužuje autore Biblije za prevaru, ali ga nije objavio. Nemački kritičar Gotthold Ephraim Lessing je ubrzo po Reimarusovoj smrti objavio njegove zaključke.
Godine 1835, nemački teolog David Štraus skandalizuje hrišćansku Evropu svojim delom "Das Leben Jesu, kritisch bearbeitet" ("Isusov život, kritički ispitan"). Ova Štrausova biografija Isusa je utrla put modernom jevanđeoskom kriticizmu. Štraus objašnjava čuda kao prirodne događaje koji su pogrešno shvaćeni ili interpretirani. Francuski filozof Ernest Renan je 1863. objavio rekonstrukciju Isusovog života u kojoj je Isus prvi put prikazan jednostavno kao ljudska osoba. Istorijski Isus je imao uticaja na liberalni protestantizam u Nemačkoj i na pokret društvenog jevanđelja u Americi. Nemački teolog William Wrede (1859—1906) je kritički preispitivao istorijsku pouzdanost Marka i tražio objašnjenje mesijanske tajne. Francusko-nemački filozof Albert Švajcer je 1906. godine objavio svoju čuvenu knjigu „Potraga za istorijskim Isusom“, kojom kritikuje i istorijsko istraživanje Isusa njegovog vremena, i tradicionalne hrišćanske poglede. 1945. je otkrivena koptska biblioteka Nag Hamadi, čija su dela 1970-ih postala dostupna javnosti, što je donelo mnogo novog materijala naučnicima. 1980-ih je osnovan američki Jesus Seminar, koji okuplja kritičke proučavaoce Biblije.
Danas je istorijsko izučavanje Isusovog života veoma razvijeno, zahvaljujući boljem poznavanju prvovekovnog judaizma, preporodu rimokatoličkih kritičkih istraživanja, prihvatanju istorijskih metoda među hrišćanskim denominacijama, literarnoj analizi Isusovih izreka i sociološkim uvidima.

## Naučna metodologija
Isusa kao istorijsku ličnost treba razumeti u kontekstu života u Rimskoj Judeji prvog stoleća, a ne u kontekstu hrićanske doktrine kasnijih vekova.
Istoričari i proučavaoci Biblije analiziraju kanonska jevanđelja, gnostička jevanđelja, Talmud, Jevanđelje po Hebrejima, svitke sa mrtvog mora, Josifa Flavija i druge rane izvore u pokušaju da nađu istorijskog Isusa.
Brojni metodi su razvijeni radi kritičke analize tih izvora:
- Starost. Istoričari daju prednost starijim izvorima o Isusu, i uglavnom se ne obaziru na izvore nastale više od veka nakon Isusove smrti.[23] Na primer, jevanđelje po Marku je najstarije kanonsko jevanđelje i primarni izvor informacija o Isusu.
- Višestruka potvrda. Kada više nezavisnih izvora prenesu slične navode, onda je gotovo sigurno tradicija starija od izvora. Na primer, činjenica da je Isus imao grupu bližih učenika je potvrđena i kod Marka i kod Jovana. Međutim, višestruka potvrda nije isto što i nezavisna potvrda; na primer Matej i Luka koriste Markovo jevanđelje kao izvor, pa je priča koju prenose ta tri jevanđelja potvrđena samo u jednom nezavisnom izvoru.[23]
- Istorijski kontekst. Izvor je pouzdaniji ako navodi imaju smisla u okviru kulture u kojoj se radnja odvija.[24] Npr, neki navodi iz gnostičkih jevanđelja imaju smisla u kontekstu kasnijih gnostičkih verovanja, ali ne u kontekstu judaizma ili ranog hrišćanstva iz 1. veka.
- Jezička analiza. Određeni zaključci se mogu izvući iz jezičke analize jevanđelja. Na primer, ako razgovor ima smisla samo na jeziku pisanog izvora vrlo je verovatno da autor izveštava o nečem različitom od originalne istorijske činjenice. Npr, razgovor između Isusa i Nikodima (iz 3. glave Jovanovog jevanđelja) ima smisla jedino na grčkom (jeziku pisanog izvora), ali ne i na aramejskom, jeziku na kom su verovatno razgovarali.[24]
- Kriterijum neugodnosti ili kriterijum različitosti. Tvrdnje različite od autorove agende su verovatno pouzdanije. Na primer, ako je raspeće bilo poniženje za rane hrićane, verovatno ne bi tvrdili da je Isus raspet osim ako zaista nije.[25]
- Autorova agenda. Ovaj kriterijum je obrnut kriterijumu razlike. Kada prezentovani materijal služi pretpostavljenim namerama autora ili urednika, tada je sumnjiv.[26] Na primer, razni delovi jevanđelja, poput pokolja nevinih, oslikavaju Isusov život kao ispunjenje proročanstva, i stoga pre prikazuju agendu autora nego istorijski događaj.

Većina savremenih istraživanja uzima kriterijum verodostojnosti za temelj istorijskog istraživanja, pre nego kriterijum različitosti.

## Isusov život

### Istorijska pozadina
Delimično helenizovana jevrejska teritorija je bila pod vlašću rimskog carstva, ali među Jevrejima je postojala jaka nada povratka nezavisnosti. Iako je period Isusovog života uglavnom bio miran (posebno između 7. i 26. godine), postojala je stalna mogućnost izbijanja pobuna, nereda i nasilnog otpora (vidi o zilotima). Irod Veliki, Idumejac koga je rimski senat postavio za kralja Idumeje, Galileje, Judeje i Samarije, je vladao od 37 do 4. p. n. e.. Nakon njegove smrti, Rimljani su podelili kraljevstvo između njegovih sinova, te je Herod Antipa vladao Galilejom ali ne i Judejom, koja je postala zasebna provincija. Isusova postojbina je Galileja, severno od Judeje na drugoj strani Samarije (koja je bila neprijateljska prema Judejcima). Judejci nisi naročito cenili Galilejce jer su oni često bili mešane krvi i otvoreni stranim uticajima. Galilejski dijalekat se jasno razlikovao od judejskog dijalekta.
U judaističkoj religiji Isusovog vremena je postojalo nekoliko pravaca. Fariseji su bili značajna stranka, i verovali su u vaskrsenje mrtvih, božansku pravdu u sledećem životu, anđele, ljudsku slobodu i božije proviđenje. Sadukeji su bili konzervativniji, držali su vlast u Hramu i nisu verovali u vaskrsenje i večnost duše. Eseni su bili asketska zajednica koja je očekivala skoru apokalipsu. Prema mišljenju nekih naučnika, mađu kojima su Geza Vermes i E.P. Sanders, Isus nije pripadao ni jednom postojećem pravcu ili pokretu.

### Detinjstvo i porodica
Isus je verovatno rođen poslednjih godina Herodove vladavine koja je trajala do 4. godine p. n. e., u galilejskom selu Nazaret. Britanski naučnik Geza Vermes ocenjuje da su drugačiji prikazi u jevanđeljima po Luki i Mateju "pobožne izmišljotine". E. P. Sanders ih opisuje kao "najočitiji primer umetanja u jevanđeljima.” Raymond Edward Brown kaže “malo je verovatno da su oba prikaza potpuno istorijska”, i sugeriše da je Matejev prikaz zasnovan na starijoj jevrejskoj tradiciji rođenja Mojsija. Priču o Isusovom detinjstvu kritički izučavaoci smatraju problematičnom, zbog prisustva mitologije preuzete iz prethodnih verovanja, ali veruju da se neki podaci ipak mogu izvući, poput mesta rođenja i imena roditelja.
Isusovo navodno kraljevsko poreklo. {{page1|location=od kralja Davida) je saglasno sa namerama autora jevanđelja da ga prikažu kao mesiju i kralja Jevreja. Neki smatraju da je Isusov otac bio Josif, a neki da je on oženio Mariju koja je već bila trudna. Ime Isosove majke je Marija (hebrejski: Maryām), što je uobičajeno žensko ime tog vremena. Osim navoda iz jevanđelja i nekoliko ranih hrišćanskih izvora, ne postoje nezavisni ili proverljivi podaci o životu Isusovih roditelja.
Isus je imao braću i sestre, što prenose Marko (6:3) i Matej (13:55-56). Jevanđelja prenose imena Isusove četvorice braće: Jakov, Josija, Juda i Simon. Jedino se pouzdano zna identitet Jakova Pravednog, „brata Gospodnjeg“, koji je nakon Isusove smrti postao poglavar crkve u Jerusalimu. Drugi Isusov brat, Juda, se tradicionalno poistovećuje sa Judom Tadejom, a ponekad i sa Judom Tomom (aramejski: toma - blizanac). Robert Funk podseća da je hrišćanska dogma o Marijinom trajnom devičanstvu dugo zasenjivala podatak da Isus ima braću i sestre.

### Posao „drvodelje“
Sinoptička jevanđelja se slažu da je Isus odrastao u Nazaretu. Isus je verovatno u roditeljskom domu obučen za porodični zanat, kao i mnogi drugi ljudi toga vremena. Marko prenosi da je Isus bio tekton (gr. τεκτων), dok Matej prenosi da je sin tektona. Reč „tekton“ se tradicionalno prevodi kao „drvodelja“, ali ima mnogo šire značenje (iz istog korena su „tehnika“ i „tehnologija") koje obuhvata razne proizvodne i građevinske veštine. Već u ranom hrišćanstvu se Isus uglavnom povezuje sa obradom drveta.
John Dominic Crossan smatra da je Isus u istorijskom kontekstu pre bio tekton kao putujući radnik nego kao ustanovljeni zanatlija, ističući njegovu marginalnost u društvu. S. J. Case i drugi naučnici primećuju da je Nazaret bio samo 6 kilometara od grada Cipori (antički Seforis), koji su Rimljani uništili 4 godine p. n. e. i koji je u Isusovo vreme intenzivno obnavljan. Oni nagađaju da su Josif i Isus mogli svakodnevno putovati da rade na izgradnji. Drugi naučnici vide Josifa i Isusa kao seoske zanatlije koji obavljaju širok spektar poslova sa drvetom, kamenom i metalom.

### Jezik i pismenost
Isusov jezik je gotovo sigurno bio aramejski. Jevanđelja beleže da je koristio metafore nepoznate hebrejkom i grčkom ali uobičajene u aramejskom. Neki naučnici dokazuju da je Isus takođe morao znati bar nešto koine grčkog jezika, koji je bio lingua franca pod rimskom okupacijom.
U Isusovo vreme, veoma malo ljudi je znalo da čita i još manje da piše (uglavnom pisari i sveštenici). O Isusovoj pismenosti se prilično raspravljalo među naučnicima. Iz mnogo mesta u jevanđelju se vidi da je Isus u najmanju ruku znao čitati. Neki smatraju da navodi u jevanđelju mogu biti fikcija i da galilejski seljak poput Isusa verovatno nije bio pismen. Drugi nasuprot tome ističu važnost čitanja Tore u jevrejskoj kulturi, pa je galilejski seljak toga vremena mogao znati da čita. Neki, kao John Paul Meier, smatraju da je Isusova pismenost bila tolika da je mogao da čita i komentariše sofisticirana teološka dela.

### Krštenje kod Jovana
Isus je oko tridesete godine otišao da se krsti kod Jovana Krstitelja (odnosno Johanana kupača), koji je vršio obredna kupanja na reci Jordan. Obrednim kupanjem su se očišćavali za očekivani dolazak Božjeg carstva i podsećali na prelazak reke Jordan nakon egzodusa. Istoričari ocenjuju da je Isusovo krštenje kod Jovana istorijska činjenica, koju rani hrišćani ne bi bez osnova uneli u svoja jevanđelja. Isus je očito bio sledbenik Johanana, asketskog propovednika koji je pozivao Jevreje na pojakanje očekujući božansko oslobođenje domovine od Rimljana. Jovan je bio važna religijska ličnost, čiji je pokret verovatno bio masovniji od Isusovog. Istaknuta uloga Jovana Krstitelja u hrišćanskim jevanđeljima i kod istoričara Josifa Flavija nagoveštava da je on za života verovatno bio uticajniji od Isusa. Istoričari smatraju da je kralj Herod Antipa likvidirao Jovana jer je u njemu video jasnu političku pretnju. Jovanovo pogubljenje, kao i kasnije Isusovo, je zabeleženo i kod Josifa Flavija.
Nakon Jovanovog pogubljenja Isus je nastavio da javno veliča njegov lik i delo (vidi npr Matej 11:7-15). Pokret Jovanovih sledbenika je i nakon njegove smrti nastavio da postoji uporedo sa Isusovim pokretom. Jovanovi sledbenici su verovali da je Jovan ustao iz mrtvih, što je verovatno imalo uticaja na očekivanja Isusovih sledbenika nakon njegovog pogubljenja. Neki Isusovi sledbenici su bivši sledbenici Jovana Krstitelja. Post i krštenje, suštinski elementi Jovanovog pokreta, su verovatno ušli u rano hrišćanstvo zajedno sa Jovanovim sledbenicima.
Fredriksen ocenjuje da je Isus tek nakon smrti postao uticajniji od Jovana te da jevanđelja u Isusov život projektuju njegovu kasniju važnost.

### Propovedanje
Ubrzo nakon krštenja Isus je počeo da vrši isceljenja i propoveda seljacima i ribarima u okolini Galilejskog jezera. Isus je propovedao uglavnom u Galileji (današnji Izrael i Palestina), u prvoj polovini 1. veka. Iako je bilo i raznih nejevrejskih (feničanskih, helenističkih i rimskih) gradova u blizini (kao Gadara, Sidon, Tir, Seforis i Tiberijada), Isus se uglavnom obraćao Jevrejima; njegova obraćanja nejevrejima nisu zabeležena. Središte njegovog delovanja je bio Kapernaum, gradić sa oko 1.500-2.000 stanovnika. Neke od njegovih propovedi u sinagogi u Kapernaumu su sačuvane u jevanđeljima. Isus je okupio sledbenike i stekao znatnu slavu širom Galileje.
Ne zna se tačno koliko je trajalo Isusovo propovedanje. Sinoptička jevanđelja nagoveštavaju da je trajalo oko jednu godinu, dok Jovanovo jevanđelje pominje tri pashe.
Hrišćanski sveti spisi Isusu pripisuju izvođenje raznih čuda, uključujući isterivanje demona, dizanje iz mrtvih, hodanje po vodi, pretvaranje vode u vino itd. Naučnici tretiraju navode o čudima na različite načine: ili ih racionalizuju (kao Heinrich Paulus) ili ih smatraju mitovima i alegorijama (kao David Štraus) ili ih priznaju nekom vrstom natprirodnih zbivanja.

### Isusova zajednica
Tradicionalno se smatra da je Isusov unutrašnji krug činilo dvanaest učenika, iako neki naučnici ovo odbacuju kao fikciju. Isusovu družinu su uglavnom činili galilejski seljaci i ribari. U zajednici je bilo i ubirača poreza, koji su u narodu smatrani tlačiteljima.
Isus je često držao javna predavanja, koja su privlačila gomilu ljudi (gr. ochloi). Neki od njih su vremenom postajali Isusovi sledbenici ili učenici (gr. mathetes). Između ovih sledbenika Isus je odabrao dvanaest najposvećenijih učenika, apostola (gr. apostolos), sa kojima je provodio najviše vremena i kojima je detaljno izlagao svoje učenje (Simon Petar, Andrej, Jakov Zevedejev, Jovan, Filip, Vartolomej, Matej, Jakov Alfejev, Simon Kananit, Juda Tadej, Juda Toma i Juda Iskariotski), od kojih su mu bar dvojica bili braća. Jevanđelja pominju i žene koje su išle sa Isusovom družinom. Jevanđelje po Luki prenosi da je Isus putovao po gradovima i selima prenoseći “dobre vesti”, zajedno sa dvanaestoricom i ženama koje su im služile svojim imanjem (pominju se Marija Magdalena, Saloma Jovana, Susana “i mnoge druge”). Mnogi veruju da je bio u ljubavnom odnosu sa Marijom Magdalenom, iako ima i onih koji odbacuju takve tvrdnje.
Isus je često podučavao za trpezom, što je bilo uobičajeno za simpozijume. On je obedovao sa društvenim marginalcima, što je bilo protivno običajima jevrejskog društva. Verovatno je pio vino i nije strogo postio, zbog čega je bio izložen kritikama jevrejskog sveštenstva. Njegovo ponašanje je izazivalo dosta skandala pa je bio ozloglašen kao izjelica i pijanica. Ovaj običaj je vremenom prerastao u evharistiju (pričest), hrišćanski obred deljenja hleba i vina. Važnost zajedničke trpeze se ogleda u velikom broju gozbenih scena u ranoj hrišćanskoj umetnosti.
Iako je Isus uopšteno govorio o odnosima u zajednici, on nije ostavio uputstva o osnivanju religije (crkve), niti je ikad govorio o nekoj posebnoj organizaciji posta, kanona, svetih dana, sveštenstva, i tome slično.

### Neredi u Hramu
Isus i njegovi sledbenici su napustili Galileju i krenuli na pashu u nekadašnju prestonicu Davidovog carstva, grad Jerusalim u Judeji. Oni su možda putovali kroz Samariju, kao što prenosi Jovan, a možda i zaobilazeći Samariju, kao što prenosi Luka, jer su Jevreji i Samarićani bili su neprijateljstvu. Jerusalim je u vreme praznika pashe bio krcat hodočasnicima, kojih je prema nekim procenama bilo između 300,000 i 400,000. Isus je simbolično na magarcu ušao u Jerusalim, moguće kao kontrast trijumfalnom ulasku rimskog cara, ili kao ispunjenje Zaharijinog proročanstva. Pošto se hrišćanski spisi eksplicitno pozivaju na Zahariju, neki misle da su ti detalji umetnuti.
Isus je propovedao u Jerusalimu, i izazvao nemire u hramu. On je govorio da će hram biti uništen i da od njega neće ostati “kamen na kamenu”. Događaji u hramu su privukli pažnju vlasti, jer su procenili da Isus apokaliptičnim govorima može lako zagrejati masu okupljenu za praznike. Isus je uhapšen ubrzo nakon toga. Uoči hapšenja ga je izdao jedan od njegovih učenika, Juda Iskariotski, što je potvrđeno u mnogim izvorima i smatra se verodostojnim događajem. Nije sasvim jasno kakve je informacije Juda mogo pružiti vlastima. Bart Ehrman smatra da je Juda vlastima preneo ono što im je Isus nasamo govorio, da će postati kralj dolazećeg kraljevstva. Jevanđelja prenose da su se muški učenici razbežali usled hapšenja, te su Isusovom pogubljenju prisustvovale samo žene.

### Pogubljenje
Isus je razapet na krst po naređenju Pontija Pilata, prefekta provincije Judeje (od 26. do 36. godine). Raspeće je bilo rimska smrtna kazna za kriminalce, pljačkaše, izdajnike i političke pobunjenike. Hrišćanska tradicija prikazuje da je Isus pogubljen na zahtev jevrejskih starešina, koji su njegovo učenje smatrali bogohulnim. Istorijski, izgleda da je Isus pogubljen kao potencijalni uzrok nereda. Održavanje reda je bio jedan od primarnih zadataka jevrejskog Prvosveštenika, postavljenog od rimskih vlasti, kojima je za svaki veći izgred lično odgovarao. Naučnici smatraju da je on uhapsio Isusa zbog izazivanja pobune i nereda, i predao ga rimskim vlastima. Njegovi sadukejski stražari hrama su uhapsili Isusa i predali Rimljanima da ga kazne. Naučnici zaključuju da je Pilat pogubio Isusa kao javnu smetnju, verovatno u saradnji sa lokalnim jevrejskim vlastima. John Dominic Crossan ističe da je učestala upotreba reči “kraljevstvo”, odnosno “carstvo”, sama po sebi na Isusa skrenula pažnju rimskih vlasti. Svaki govor o obnovi jevrejske monarhije je smatran pobunjeničkim pod rimskom okupacijom.
Sva četiri kanonska jevanđelja prenose da je Isus pogubljen na zahtev sanhedrina, a po naređenju Pontija Pilata. Marko i Mateja pominju dva odvojena suđenja, Luka jedno a Jovan nijedno. Neki naučnici smatraju da je suđenje Isusu izmišljeno, ili da su bar dijalozi izmišljeni jer niko od Isusovih sledbenika nije prisustvovao suđenju da bi ga mogao preneti. Fredriksen i Catchpole dokazuju da se mnogi navodi iz jevanđelja nisu mogli dogoditi: prema jevrejskom pravu, sud nije mogao zasedati noću niti na glavne praznike; Isusova tvrdnja da je mesija nije činila bogohuljenje; optužbe protiv Isusa koje jevanđelja navode nisu povlačile smrtnu kaznu prema jevrejskom pravu; čak i da je Isus osuđen na smrt od sanhedrina, kazna bi bila smrt kamenovanjem (kao u slučaju Stefana Prvomučenika i Jakova Pravednog) a ne raspeće.
Hrišćanska tradicija prenosi da je Isus nekoliko dana nakon pogubljenja ustao iz mrvih. Istoričari pokušavaju da utvrde šta se najverovatnije dogodilo i svako iole verovatno objašnjenje ima prednost nad objašnjenjem da je Isus ustao iz mrtvih, što sa stanovišta nauke predstavlja nemogućnost. Jedno od objašnjenja pruža hipoteza vizije, prema kojoj su neki sledbenici doživeli viziju Isusa nakon njegove smrti, pa se priča raširila po hrišćanskoj zajednici. Drugo objašnjenje je hipoteza ukradenog tela, prema kojoj su Isusovo telo odneli njegovi učenici ili nepoznate osobe. Postoji i objašnjenje je da su navodi o uskrsnuću samo legende ubačene decenijama nakon Isusove smrti. Najstarije jevanđelje po Marku pominje samo prazan grob, dok Matej, Luka i Jovan pominju i prikaze uskrsnuća, koji se u nekih navodima ne poklapaju.

## Isusovo učenje

### Parabole i aforizmi
Isus je izlagao svoje učenje u parabolama (slikovitim pričama) i aforizmima (sažetim izrekama), koji su često zvučali paradoksalno. Neke od verovatno autentičnih parabola su priča o dobrom Samarićaninu i priča o radnicima u vinogradu, dok među verodostojne aforizme spadaju “okreni drugi obraz”, “voli svog neprijatelja” i slično. Isusove parabole i aforizmi su decenijama kružili od usta do usta pre nego što su zapisani i uključeni u jevanđelja, te predstavljaju najraniju hrišćansku tradiciju o Isusu.
Iako je u razgovorima sa sveštenicima i svojim učenicima upotrebljavao i apstrakne teološke izraze, Isus je seoskom stanovništvu Palestine govorio u slikama iz njihove svakodnevnice, koristeći poređenja kao metod podučavanja. Isus njegovim slušaocima ukazuje na zajedničke veze između svakodnevnice i duhovne stvarnosti kraljevstva Božjeg. Takođe, mnoge priče su kritika sveštenika i bogataša, u prilog odbačenih i prezrenih ljudi iz nižih slojeva, kao na primer: priča o fariseju i cariniku, priča o bogatoj budali, priča o bogatašu i ubogom Lazaru itd.

### Carstvo nebesko
Isus je ponajviše propovedao o carstvu nebeskom, odnosno vladavini neba. Prema Isusu, vladavina neba je u čoveku, dostiže se putem razumevanja, duhovnog preporoda, postajanjem nalik detetu i vršenjem Božje volje.
Naučnici su podeljeni po pitanju da li je Isus pod "dolaskom carstva" mislio na predstojeći apokaliptični događaj ili na preobražaj svakodnevnog života. Prema prvima, Isus je verovao da kraj istorije nastupa za njegova života ili života njegovih savremenika, što potkrepljuju brojnim citatima (Marko 8:38-9:1, Luka 21:35-36, Marko 13:24-27, 30). Ovako shvaćena ehtatološka predviđanja se nisu ispunila, što je predstavljalo “ozbiljno poniženje za ranu crkvu”, jer je ispalo da je Isus pogrešio. Drugi odbacuju tumačenje da je Isusova poruka eshtološka, ističući da nebesko carstvo nije buduće stanje već sadašnje mistično prisustvo, što potkrepljuju raznim citatima (Luka 17:20-21, Luka 11:20, Toma 113).
Naučnici okupljeni oko Jesus Seminara zaključuju da eshatološke izjave pripisane Isusu potiču od ranih hrišćana, kod kojih su apokaliptične ideje bile uobičajene, a da izjave o prisutnom carstvu Božjem stoje nasuprot uobičajenih shvatanja i verovatno potiču od Isusa lično.

## Isusovo samoodređenje
Smatra se da je Isus za sebe koristio tri važna pojma: mesija, sin čovečji i sin Božji, koji otkrivaju njegovo poimanje sopstvene uloge.
Pojam "mesije" je u Isusovo vreme upotrebljavan na razne načine te ne možemo biti sigurni šta je značio Isusu, čak iako ga je prihvatao. Prema hebrejskoj bibliji, tri vrste ljudi se pominju kao “pomazani” odnosno mesije: proroci, sveštenici i kraljevi. Jevreji Isusovog vremena su očekivali dolazak božanskog oslobodioca koji će obnoviti Izrael, podeljen pod rimskom vladavinom. Hrišćanski spisi tvrde da je Isus taj očekivani “mesija” (pomazanik, odnosno hrist). Neki naučnici zastupaju hipotezu “mesijanske tajne”, prema kojoj je crkva kasnije umetnula dijaloge u kojima Isus nalaže učenicima da ne otkrivaju njegov identitet mesije, jer Isus u stvari nije ni tvrdio da je mesija.
Izraz “sin čovečji” doslovno znači “sin čovečanstva” ili “ljudsko biće” i ne mora imati nikakve božanske pretenzije. Izraz je u teološkom smislu prvobitno upotrebljen u hebrejskoj Knjizi Danilovoj, gde se tvrdi da će “sin čovečji” doći na zemlju da sudi ljudima prema njihovim delima. Isus ovim izrazom nekada označava sebe, nekad ljude uopšte, a nekada božansku figuru koja će doći da sudi, a čiji identitet nije sasvim jasan.
Izraz “sin Božji” u jevanđeljima odgovara predstavi tipičnog hasidejca iz Galileje, pobožnog svetog čoveka koji uz Božju pomoć vrši čuda i egzorcizam. Neki naučnici, poput Sandersa, dokazuju da se izrazom "božji sin" (ili "božje dete") u Isusovo vreme nije mislilo na bukvalan porod, već pre na posebnu bliskost s Bogom. Bez obzira, kasnije hrićanske dogme taj izraz uzimaju doslovno.
Proučavaoci Novog zaveta se naširoko slažu da Isus za sebe nije tvrdio da je Bog. Prvobitni hrišćani takođe nisu zvali Isusa “Bog”.

## Teorije o istorijskom Isusu
Naučnici vide istorijskog Isusa kao začetnika pokreta obnove unutar judaizma, koji je vremenom prerastao u hrišćansku crkvu. Spor postoji oko toga da li je Isusovo carstvo nebesko predstojeći apokaliptični događaj ili nešto unutarnje, dostižno vernicima.
Neki naučnici vide Isusa kao apokaliptičnog proroka koji se zalaže za obnovu Izraela. Isus lično bi vladao budućim božjim kraljevstvom dvanaest plemena Izraela, zajedno sa dvanaestoricom apostola. Drugi smatraju da Isus nije proricao buduću apokalipsu, već je njegovo “kraljevstvo” bilo prisutno ovde i sada i dostupno svim Jevrejima. Isusova eshatologija je bila lične i socijalne prirode, kao Gandijeva, pre nego apokaliptična. Ovi naučnici apokaliptične izjave koje se pripisuju Isusu smatraju kasnijim dodacima, nastale možda pod uticajem sledbenika Jovana Krstitelja koji su se priključili hrišćanskom pokretu. Postoje i naučnici koji prihvataju sliku Isusa iz Biblije takvu kakva jeste, tvrdeći da se natprirodni događaji i čuda, poput vaskrsenja, ne mogu proveravati istorijskim metodama.
Neki marksisti, poput Kauckog, vide Isusa kao preteču komunizma, jer je, prema Delima apostola (2:44 i 4:32-5:12), zasnovao komunističku zajednicu. Lav Tolstoj je Isusovo učenje smatrao veoma bliskim hrišćanskom anarhizmu.
Britanski naučnik jevrejskog porekla Hyam Maccoby smatra da je Isus bio farisej, dokazujući da su mnoga njegova shvatanja bliska farisejskim. On dokazuje da su priče u jevanđeljima uređivane u antijevrejskom smeru, pod uticajem pavlijanizma. I američki naučnik Robert Eisenman deli mišljenje da su mnoge priče u jevanđeljima delo prorimske propagande Pavla Tarskog i njegove frakcije.

## Kritike
Pokušaji istorijske rekonstrukcije Isusa nailaze na razne kritike - od kritike zbog apriori odbacivanja svih elemenata natprirodnog, do kritike zbog pripisivanja istorijskog statusa izmišljenom liku.
Rudolf Bultman smatra da istorijska istraživanja otkrivaju veoma malo o istorijskom Isusu. Džon Paul Mejer (John Paul Meier), profesor teologije na Univerzitetu Notr Dam, smatra da je potraga za istorijskim Isusom često bila više motivisana željom za proizvodnjom alternativne hristologije nego istinskom istorijskom potragom. Mejer zaključuje: "Mislim da dosta konfuzije proizlazi iz činjenice što ljudi tvrde da se bave potragom za istorijskim Isusom, iako se de facto bave teologijom".
Neki smatraju da su moderne biblijske stipendije nedovoljno kritičke i da favorizuju apologete. Profesor istorije Donald Akenson napominje da je ogromna većina biblijskih naučnika zaposlena u institucijama čiji su koreni u verskim uverenjima. Zbog toga su, više nego bilo koja druga akademska grupa, biblijski istoričari pod ogromnim pritiskom da teologizuju svoj istorijski rad. Biblijske naučnike takođe optužuju da su nenakloni saopštavanju javnosti stvari koje će biti uznemirujuće za hrišćanske vernike.
Istoričar religije Džozef Hofman smatra da nikada nije bilo pravog "metodološkog agnostičkog pristupa pitanju istorijskog postojanja Isusa." Neki autori, kao Earl Doherty, George Albert Wells i Robert M. Price dovode u pitanje Isusovo postojanje, i smatraju da pokušaji da se iz jevanđelja rekonstruiše njegov život daju jevanđeljima previše kredibiliteta. Neki autori smatraju da je mit o Hristu nastao na osnovu nekih starijih religija, poput grčke i egipatske. Filozof Bertrand Rasel je takođe sumnjao u postojanje Isusa.
Potragu za istorijskim Isusom takođe kritikuju kao previše zapadnu, previše belu, previše buržoasku i previše mušku.

## Literatura
- McKnight, Scot (1996). „Who is Jesus? An Introduction to Jesus Studies”.  Ур.: Michael J Wilkins, J P Moreland. Jesus Under Fire. Zondervan. стр. 53. ISBN 978-0-310-21139-6.
- Bromiley, Geoffrey W. (1979). International Standard Bible Encyclopedia: A-D. Wm. B. Eerdmans Publishing. стр. 682. ISBN 978-0-8028-3781-3.
- Borgen, Peder Johan; Ulrichsen, Jarl Henning; Seland, Torrey (2003). Neotestamentica Et Philonica: Studies in Honour of Peder Borgen. BRILL. стр. 63—77. ISBN 978-90-04-12610-7. Непознати параметар |DUPLICATE_last2= игнорисан (помоћ); Непознати параметар |DUPLICATE_first2= игнорисан (помоћ)
- Schaberg, Jane (1997). „A Feminist Experience of Historical·Jesus Scholarship”.  Ур.: William E. Arnal; Michel Desjardins. WHOSE HISTORICAL JESUS?. Ontario: Wilfrid Laurier University Press. стр. 146. ISBN 978-0-88920-295-5. „...I wanted also to address the issue of what seems to me its present ineffectuality, its lack of contribution: that is, the ignoring, censoring, dismissing, silencing and trivializing of feminist scholarship, as well as its appropriation without attribution, which is a form of silencing...”
- BOND, HELEN (2011). „The Quest for the Historical Jesus: An Appraisal”.  Ур.: Delbert Burkett. The Blackwell Companion to Jesus. West Sussex, United Kingdom: Blackwell Publishing Ltd. стр. 346. ISBN 978-1-4051-9362-7. „It is often said to be too western, too white, too bourgeois (Georgi 1992 ), and too male (aside from Sch ü ssler Fiorenza, Fredriksen, and Corley 2002, very few women write “ Jesus books ” ).”
- Akenson, Donald (1998). Surpassing wonder: the invention of the Bible and the Talmuds. University of Chicago Press. стр. 539—555. ISBN 9780226010731. Приступљено 8. 1. 2011. „...The point I shall argue below is that, the agreed evidentiary practices of the historians of Yeshua, despite their best efforts, have not been those of sound historical practice...”
- BURKETT, DELBERT (2011). „Jesus in Luke - Acts”.  Ур.: Delbert Burkett. The Blackwell Companion to Jesus. Blackwell Publishing Ltd. стр. 59, 60. ISBN 978-1-4051-9362-7. „After his resurrection, Jesus commissions his disciples to preach to “ all the nations, ” i.e., Gentiles (Luke 24:7), but in Acts the disciples act as though they had never heard such a thing. It takes a special vision from God to Peter to get them to realize that he wants them to preach to Gentiles (Acts 10:1 – 11:18). However, it is not until Paul comes along that the Gentile mission gets into full swing”
- Keener, Craig (1999). A commentary on the Gospel of Matthew. Michigan: Wm. B. Eardmans Publishing. стр. 263. ISBN 978-0-8028-3821-6. Приступљено 28. 1. 2011. „The Gentile mission was at most peripheral to Jesus' earthly ministry....”
- Vermès, Géza (1981). Jesus the Jew: a historian's reading of the Gospels. Fortress Press. стр. 12. ISBN 978-0-8006-1443-0. Приступљено 15. 9. 2010.
- A., Markus N. Bockmuehl (2001). The Cambridge companion to Jesus. Cambridge University Press. стр. 160. ISBN 978-0-521-79678-1. Приступљено 15. 9. 2010.
- Meyer, Marvin; Kasser, Rodolphe; Wurst, Gregor (2008). The Gospel of Judas. National Geographic Books. стр. 107. ISBN 978-1-4262-0048-9. Приступљено 15. 9. 2010.
- Kasper, Walter (1977). Jesus the Christ. Paulist Press. стр. 66. ISBN 978-0-8091-2081-9. Приступљено 28. 7. 2010.

## Spoljašnje veze
- (језик: енглески) Isus Hrist (Encyclopædia Britannica). Prvi odeljak napisao E. P. Sanders, možda najcenjeniji stručnjak za istorijskog Isusa.
- (језик: енглески) Istorijski Isus (New Testament Gateway)
- (језик: енглески) Od Isusa do Hrista
- (језик: енглески) Prikaz Potrage za istorijskim Isusom Johna Dicksona
- (језик: енглески) Fakultetska strana Paule Fredriksen, sa člancima o istorijskom Isusu